# دیده‌بان توپخانه

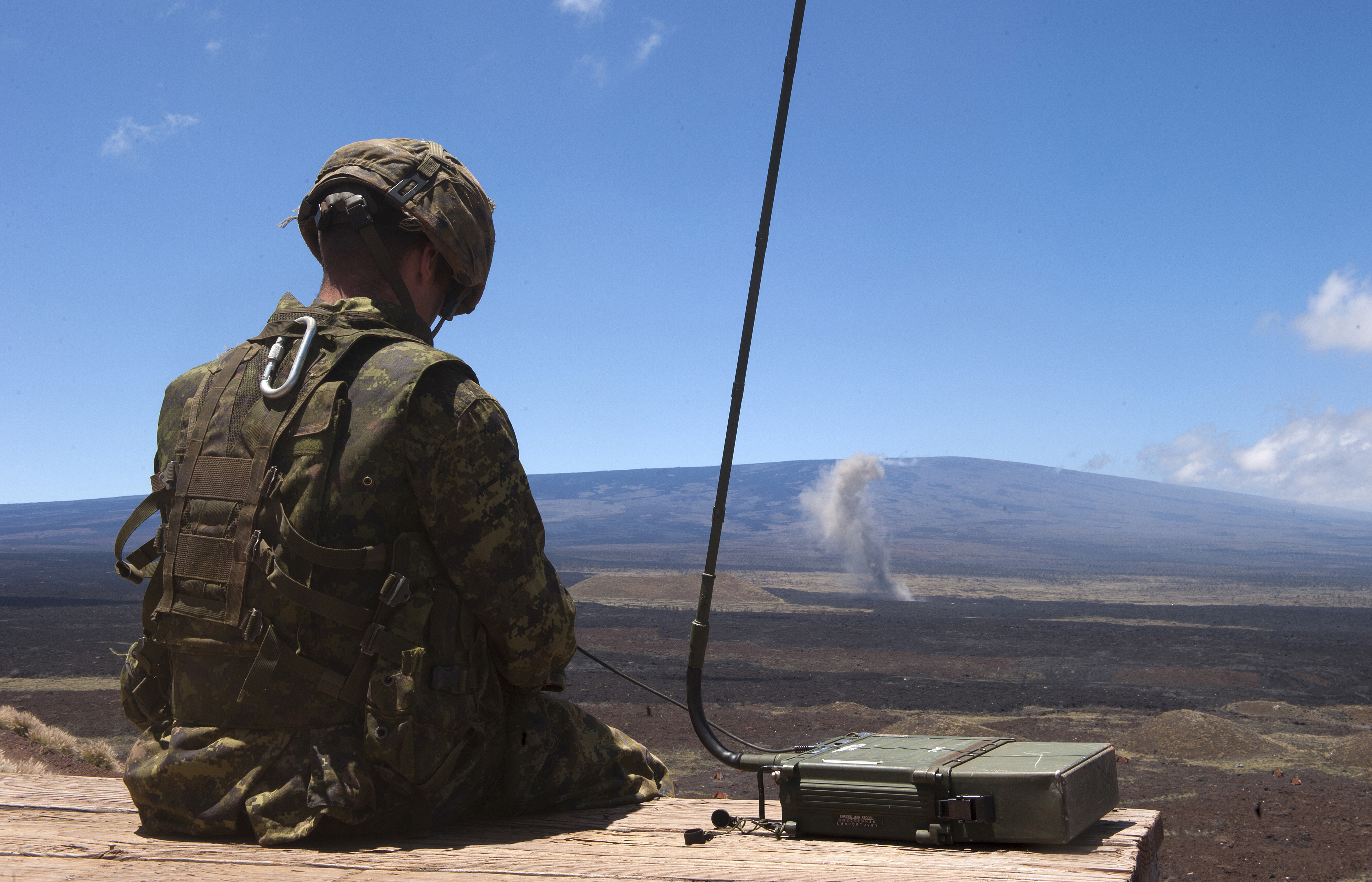
یک ناظر توپخانه نیروهای مسلح کانادا در حال تماشای حمله توپخانه در طول یک تمرین تیراندازی

دیده‌بان توپخانه (انگلیسی: Artillery observer) یا دیده‌بان خط مقدم سربازی است که مسئول هدایت آتش پشتیبان توپخانه و خمپاره‌انداز به سمت هدف است. یک دیده‌بان توپخانه معمولاً یک تانک یا واحد پیاده‌نظام را همراهی می‌کند. دیده‌بان‌ها اطمینان حاصل می‌کنند که آتش غیرمستقیم به اهدافی برخورد می‌کند که افراد حاضر در پایگاه پشتیبانی آتش نمی‌توانند آنها را ببینند.
از نظر تاریخی، برد توپخانه در طول قرن‌ها به‌طور پیوسته افزایش یافته است. در دوران بمباران یا اشتاینبوخه، توپچی معمولاً می‌توانست همچنان مستقیماً از طریق خط دید به هدف شلیک کند. با افزایش برد، روش‌های استفاده از آتش غیرمستقیم توسعه یافت. این امر، وجود یک دیده‌بان رو به جلو را برای استفاده مؤثر از توپخانه ضروری ساخت. نزدیکی دیده‌بان به هدف، به زمین و وضعیت میدان نبرد بستگی داشت. پست‌های دیده‌بانی مرتفع می‌توانستند به عنوان کمکی برای تسهیل ارتباط بین توپ‌ها و دیده‌بانان استفاده شوند. توسعه ابزارهای نوری و ارتباطی برای دیده‌بانی در جنگ‌های جهانی اول و دوم به‌طور قابل توجهی پیشرفت کرد. در قرن بیست و یکم، دیده‌بانان پشتیبانی آتش تاکتیکی مشترک که معمولاً از سیستم‌های مهندسی ارتباطات پیشرفته استفاده می‌کردند، ظهور کردند.